# タビンシュエーティー
タビンシュエーティー王（ビルマ語：တပင်‌ရွှေထီး、1516年4月16日 - 1550年4月30日）はビルマ人の王朝、タウングー王朝の王の一人（在位：1530年11月24日 - 1550年4月30日）。父王・ミンチーニョが1503年に手に入れていたチャウセーの土地がタビンシュエーティーの即位までに国土を潤わしていたため、タビンシュエーティーは即位後その力を存分に発揮し、ビルマ人の代表的な王の一人となった。

## 生涯
即位後、タビンシュエーティーはエーヤワディー川のデルタを1534年に掌握した。1539年には下ビルマにあるモン族のペグー王朝 （1287年 - 1539年）に攻め込み、首都ペグー（ハンターワディー、ホンサーワディー）を陥落させ、ペグー王朝を滅亡させた。翌年、ポルトガル人ジョアノ・カイェイロ（葡: Joano Cayeyro）率いる鉄砲隊700人を傭兵として雇い入れ、火薬という新兵器を導入し軍事力を大きくした。1541年新兵器による軍事力を得たタビンシュエーティーはモン族の都市、マルタバンを兵糧攻めで攻撃し、一ヶ月の後陥落させた。タビンシュエーティーは南のモン族を平定すると、1554年、シャン族のアヴァ王朝（1364年 - 1555年）を攻撃、首都を壊滅させ、中央ビルマ全域を支配するに至った。
1547年から1549年には小タイ族の王朝・アユタヤが相続争いで混乱しているのを見て攻撃を仕掛けるが、相手も同じくポルトガル人傭兵隊を抱えていたことにより、その力を発揮できず失敗に終わった。
このようにポルトガル人傭兵隊がタビンシュエーティー王時代のタウングーに大きな進展をもたらした一方で、タビンシュエーティーは、ポルトガル人傭兵隊の持ち込んだアルコールにおぼれ、アルコール依存症をきたした。また晩年には、モン族の妻を娶り、モン族の習慣を積極的に導入。下ビルマの国主にビルマ人を任命せずにモン族を導入したため、国内ではモン族に対する脅威が高まった。
タビンシュエーティーは1550年、シッタウンの国主に殺されるが、この後、タウングー王朝では各地で他民族の反乱が起き王朝は再び分裂。この危機を救ったのが次期国王で彼の乳母兄弟であるバインナウンである。
ビルマの土着信仰ナッ信仰では、37柱のナッ神の一柱として崇められる。正装し、胡坐で右手に刀、左手を膝の上に置いた姿で描かれる。
2001年のタイ映画『スリヨータイ』では、タイ人俳優のスパキット・タンタットサワートがタビンシュエーティーを演じた。